# خلیج امپراتریس اوگوستا

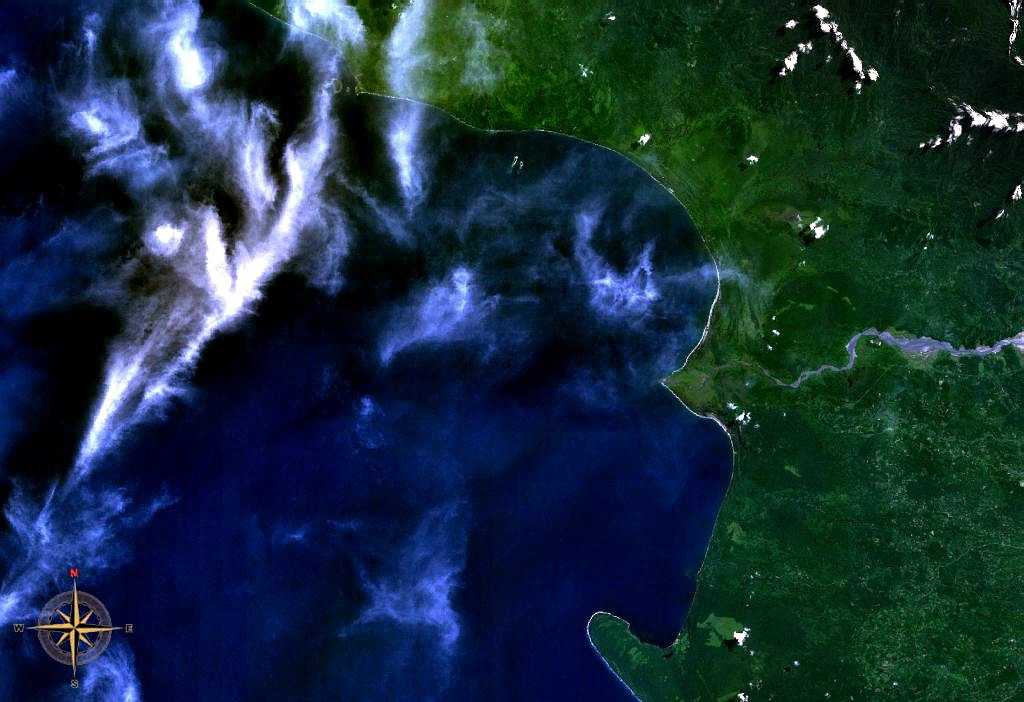
تصویر هوایی از خلیج امپراتریس اوگوستا، ناسا

خلیج امپراتریس اوگوستا نام خلیجی بزرگ در غرب جزیرهٔ بوگنویل در پاپوآ گینه نو. این خلیج از مراکز مهم ماهی‌گیری مردمان بوگنویل است. نام این خلیج به افتخار اوگوستا ویکتوریا فن شلسویگ-هولشتاین همسر ویلهلم دوم -قیصر آلمان- خلیج امپراتریس اوگوستا نهاده شده‌است.
در نوامبر ۱۹۴۳ میلادی این خلیج صحنهٔ نبرد خلیج شهبانو آوگوستا میان نیروهای متفقین و امپراتوری ژاپن بود.